# 聖誕燈

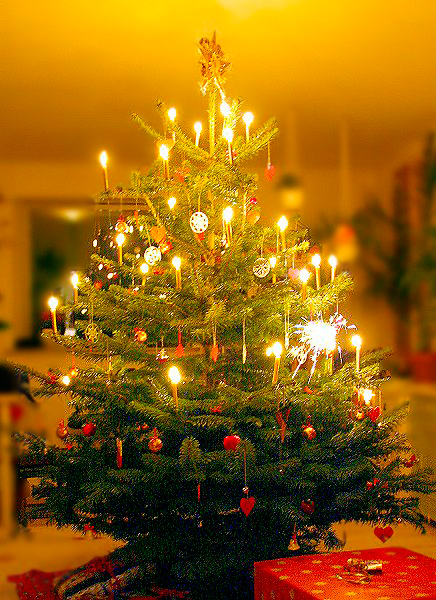
一棵裝滿聖誕燈的圣诞树

聖誕燈（英語：Christmas lights），又稱仙女燈、童話燈（英語：Fairy lights），是慶祝圣诞节而裝飾的燈，經常在整個聖誕節期間展出，包括將臨期和聖誕節浪潮。
這個習俗可以追溯到圣诞树用蜡烛裝飾的時候，因為基督教象徵聖誕燈是世界之光。另外，因為導致建築與家庭的風險，欧洲联盟委员会將聖誕燈視為危險裝飾品。